# Mauricio Villavecchia
Mauricio Villavecchia Obregón (Barcelona, 12 de septiembre de 1955) es un músico, compositor y productor discográfico español.

## Trayectoria artística
Villavecchia cursó estudios musicales y piano desde los 6 años en la Academia Marshall de Barcelona y a los 14 años escribe su primera composición, es pianista y acordeonista. En 1980 se va a vivir a Estados Unidos, donde profundiza sus estudios de piano, composición y etnomusicología en el “New England Conservatory of music” de Boston. En 1973 se une a la banda de Gato Pérez y en los años 90 crea el grupo Vox Populi, posteriormente formaría el Mauricio Villavecchia Trio junto a Sergi Sala (bajo) y Toni Meler (batería). En 1997 crea su propia productora: Villavecchia Music, para la composición y grabación de música original para audiovisuales, ha colaborado en multitud de espectáculos y grabaciones de diferentes ámbitos musicales.

## Producción discográfica
- Arreglos, producción y grabación del disco “Napoli” de Bruno Oro, editado por Claus Record.
- Arreglos y producción musical del disco “Sola com el poeta” de Ester Formosa para la discográfica K-Industria.
- Arreglos, producción y grabación del disco “Bloc de Lírica Dura” de Víctor Bocanegra, editado por Agharta Music.
- Creación, arreglos, producción y grabación del disco de canciones infantiles “Giraviu” editado por Agharta Music.
- Arreglos, producción y grabación del disco “Filho de indio en Barcelona” de Carlinhos Pitera editado por Agharta Music.
- Arreglos, producción y grabación del disco-libro “Goyescas” para la editorial Prames.
- Arreglos, producción y grabación del disco de Marina Rossell “Nadal” para la compañía discográfica Harmonia Mundi.
- Producción y grabación del disco “Sankriti” de Shyam Sunder.
- Coproducción del disco de Marina Rosell “Marítim”. Editado por Harmonia Mundi.
- Arreglos, producción y grabación del disco de Ester Formosa, *Època” para la compañía discográfica Ventilador Music.
- Producción y grabación del disco de Mauricio Villavechia “Perpetuum Mobile”. Editado por Agharta music – Gaudisc.
- Producción y arreglos del disco de Marina Rossell “Cap al cel” para la compañía discográfica Harmonia Mundi.
- Arreglos, producción y grabación del disco de Ester Formosa, “La casa solitària” para la compañía discográfica Zanfonia.
- Producción, arreglos, grabación y edición del disco “Naudau” de Javier Baladia y Bernat Romaní. Editado por Agharta Music.
- Producción y grabación del disco “Elba Picó – Quinteto Sarraute” editado por Picap.
- Coproducción y grabación del disco de Carlinhos Pitera “Casa Nova” para la compañía discográfica Tangará.
- Producción y grabación del disco “Rayuela” de Vox populi editado por Zanfonia Nuevas Músicas.
- Coproducción del disco de Maria Creuza “La mitad del mundo/A metade do mundo” para la compañía discográfica Zanfonia (1999)
- Perpetuummobile (2003)
- Goya: Disparates/Goyescas (Mauricio Villavecchia Quartet, 2005)

## Bandas sonoras
- “Un instante en vida ajena”, dirigida por José Luis López-Linares. Música y coproducción. Ganadora del Goya 2004 al mejor documental.
- “Iris”, dirigida por Rosa Vergés. Incluye las canciones “Pintando el mar” y “la vendimia” (música y letra). Producida por Ovideo.
- “A propósito de Buñuel”, dirigida por Javier Rioyo y José Luis López Linares.
- “Majoria absoluta”, dirigida por Joaquim Oristrell y protagonizada por Emma Vilarasau y Jordi Bosch. Música de la Tv-movie y de la serie del mismo nombre. Producida por Rodar y Rodar y TV3.
- “El zoo d'en Pitus”, dirigida por Mireia Ros, incluyendo las canciones cantadas por los mismos actores (música y letra). Producida por Bailando con todos y TV3.
- “Defectos secundarios”, cortometraje dirigido por Matilde Obradors.

## Música para televisión
- Música original, careta y créditos de la serie de humor de TV3 “Vinagre”
- Banda sonora del DVD “La mirada Secreta de Salvador Dalí” producido por la Fundación Gala-Dalí y Prodimag en motivo del Año Dalí – 2004”.
- “L'altra Barcelona” por TV3
- Música original para el Spot “TV3-Catalunya Ràdio 20 anys”.
- Clips musicales de continuidad y avance de programación de TV3, 2002-2003 y 2003-2004.
- Banda sonora de la serie de televisión “El mar de l'home” Escrita y presentada por Baltasar Porcel y producida por Octubre Produccions y TV3.
- Música original para el video “Catalunya, un país de tots” del Departament de Benestar Social de la Generalitat de Cataluña en motivo del año europeo contra el racismo, realizado por Produccions Paral·leles.
- Música original para el video “Als Barris, protagonistes les persones” del Departament de Benestar Social de la Generalitat de Catalunya realizado por Produccions Paral·leles
- Banda sonora del video “Txalaparta” emitido en Euskal Telebista. Producido por Haendel Studios y realizado por Jaime Nadal.
- Spots TV para Planeta Agostini, Phoskitos, entre otros.

## Teatro y danza
- The Fireraisers” de Max Frisch, estrenada el año 1986 en Boston.
- “Useless information”, de la compañía de danza Cesc Gelabert-Lydia Azzopardi.
- “Birlibirloque” de la compañía Gelabert-Azzopardi, encargo de Haebbel Teater de Berlín.
- “Hermes – El despertar de los objetos”, de la compañía de danza Cesc Gelabert-Lydia Azzopardi.
- “Terra Prenyada”. Coproducción y grabación de la música de Paca Rodrigo para el espectáculo de Joan Baixas.
- “Al vostre gust” de Shakespeare, música original para el espectáculo del Grec 2005.
- “La Mel” de Tonino Guerra.
- “La Strada” versión teatral de la película de Fellini, dirigida por Xicu Massó.
- “Ivon, princesa de Borgoña” musical dirigido por Xicu Massó para el Instituto del Teatro de Barcelona.
- “Cel i Terra” (sardana, 2012).